# Хьюм, Гамильтон
Гамильтон Хьюм (англ. Hamilton Hume; 19 июня 1797, Паррамата — 19 апреля 1873, Ясс) — австралийский географ и путешественник, первым исследовавший территории современных австралийских штатов Новый Южный Уэльс и Виктория; первый исследователь Австралии, родившийся на этом же континенте. В 1824 году вместе с Уильямом Ховеллом участвовал в экспедиции, впервые прошедшей от Сиднея до залива Порт-Филлип; открыл реки Маррамбиджи и Муррей. Участвовал в первой европейской экспедиции 1828 года, открывшей реку Дарлинг.

## Биография
Родился в Паррамате, пригороде Сиднея. Был старшим сыном в семье фермера и тюремного надзирателя Эндрю Хьюма и его супруги Элизабет (в девичестве Кеннеди), эмигрировавших из Шотландии. По причине малого количества школ в Австралии в то время получил домашнее образование. В 17-летнем возрасте вместе с младшим братом и местным аборигеном совершил первое путешествие, открыв в ходе него Берриму. В 1818 году принял участие в экспедиции Джона Оксли, а в 1822 году самостоятельно исследовал побережье Нового Южного Уэльса.

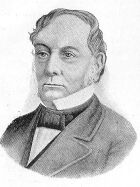

В 1824—1825 годах Гамильтон Хьюм с Уильямом Ховеллом исследовали территорию континента к юго-западу от Голубых гор до западного угла залива Порт-Филипп. Выступив от озера Джордж 12 октября 1824 года на юго-запад, они открыли реку Марамбиджи и пересекли её, а 16 ноября открыли самую большую реку Австралии — Муррей (2570 км), а также её левые притоки — Оуэнс и Хоулберн. Продолжив свой путь на запад, Хьюм и Ховелл открыли Австралийские Альпы, в том числе хребет Хьюм (впоследствии названный в честь первооткрывателя), пересекли их западную нижнюю часть и 16 декабря 1824 года достигли залива Порт-Филипп, где ныне располагается город Мельбурн. 18 января 1825 года путешественники вернулись к озеру Джордж. Это была первая экспедиция, в ходе которой удалось проложить маршрут из Нового Южного Уэльса во внутренние области будущего штата Виктория и собрать новые сведения о местной речной системе, стала первым шагом к успешной колонизации и последующего освоения этого региона.
8 ноября 1825 года Хьюм сочетался браком с Элизабет Дейт в церкви св. Филиппа в Сиднее. Детей у пары не было.
В 1828 и 1829—1830 годах Хьюм принимал участие в экспедициях Чарльза Стерта (в ходе первой из них, начавшейся вдоль берегов Маккуори, была открыта река Дарлинг) и внёс большой вклад в успех экспедиций благодаря своим знаниям различных диалектов аборигенов, благодаря чему получал от последних информацию о местных источниках пресной воды.
После возвращения из последней экспедиции Хьюм получил место мирового судьи в городке Ясс, где служил до конца жизни, параллельно занимаясь фермерством и получая от властей пенсию в благодарность за свою исследовательскую деятельность в прошлом; скончался в собственной резиденции. В 1855 году опубликовал о своей совместной экспедиции с Ховеллом воспоминания под заглавием «A brief statement of facts in connection with an overland expedition from lake George to Port Phillip in 1824».